# Lijst van afleveringen van The Love Boat
Dit is een lijst met afleveringen van de Amerikaanse televisieserie The Love Boat. De serie telt 10 seizoenen. Een overzicht van alle afleveringen is hieronder te vinden.

## Seizoen 1
| Nr. | Titel aflevering                                                       | Uitzenddatum VS   |
| --- | ---------------------------------------------------------------------- | ----------------- |
| 1   | The Captain and the Lady/One If by Land/Centerfold                     | 24 september 1977 |
| 2   | A Oh Dale/Main Event, The/Tasteful Affair                              | 1 oktober 1977    |
| 3   | Ex Plus Y/Graham and Kelly/Goldenagers                                 | 8 oktober 1977    |
| 4   | Message for Maureen/Acapulco Connection, The/Gotcha                    | 15 oktober 1977   |
| 5   | Help, Murder/Isaac the Groupie/Mr. Popularity                          | 22 oktober 1977   |
| 6   | Joker Is Mild, The/First Time Out/Take My Granddaughter, Please        | 29 oktober 1977   |
| 7   | The Identical Problem/Julie's Old Flame/Jinx                           | 10 november 1977  |
| 8   | Understudy, The/Married Singles/Lost and Found                         | 19 november 1977  |
| 9   | The Captain's Captain/A Dog's Life/Romance Roulette                    | 26 november 1977  |
| 10  | Dear Beverly/Strike, The/Special Delivery                              | 3 december 1977   |
| 11  | Lonely at the Top/Divorce Me, Please/Silent Night                      | 10 december 1977  |
| 12  | The Old Man and the Runaway, The/Fine Romance, A/Painters              | 24 december 1977  |
| 13  | Family Reunion/Too Hot to Handle/Cinderella Story                      | 7 januari 1978    |
| 14  | Isaac's Double Standard/One More Time/Chimpanzeeshines                 | 14 januari 1978   |
| 15  | Hollywood Royalty/Caper, The/Eyes of Love, The/Masquerade: Part 1      | 21 januari 1978   |
| 16  | Hollywood Royalty/Caper, The/Eyes of Love, The/Masquerade: Part 2      | 21 januari 1978   |
| 17  | The Congressman Was Indiscreet/Isaac's History Lesson/Winner Take Love | 28 januari 1978   |
| 18  | The Last of the Stubings/Million Dollar Man, The/Sisters               | 4 februari 1978   |
| 19  | Inspector, The/Very Special Girl, A/Until the Last Goodbye             | 11 februari 1978  |
| 20  | Computerman/Parlez-Vous/Memories of You                                | 13 februari 1978  |
| 21  | Taking Sides/Friendly Little Game, A/Going by the Book                 | 18 februari 1978  |
| 22  | The Parents Know Best/Selfless Love, A/Nubile Nurse                    | 25 februari 1978  |
| 23  | Musical Cabins                                                         | 5 mei 1978        |
| 24  | Business of Love, The/Crash Diet Crisis/I'll Never Fall in Love Again  | 13 mei 1978       |
| 25  | Gopher the Rebel/Cabin Fever/Pacific Princess Overture                 | 20 mei 1978       |

## Seizoen 2
| Nr. | Titel aflevering                                                                   | Uitzenddatum VS   |
| --- | ---------------------------------------------------------------------------------- | ----------------- |
| 1   | Marooned: Part 1                                                                   | 16 september 1978 |
| 2   | Marooned: Part 2                                                                   | 16 september 1978 |
| 3   | Julie's Dilemma/Who's Who/Rocky                                                    | 23 september 1978 |
| 4   | Man Who Loved Women, The/Different Girl, A/Oh, My Aching Brother                   | 30 september 1978 |
| 5   | The Where Is It Written?/Julie's Aunt/Big Deal                                     | 14 oktober 1978   |
| 6   | The Kissing Bandit, The/Mike and Ike/Witness                                       | 21 oktober 1978   |
| 7   | Ship of Ghouls                                                                     | 28 oktober 1978   |
| 8   | Accidental Cruise/Song Is Ended, The/Time for Everything, A/Anoushka               | 4 november 1978   |
| 9   | Till Death Do Us Part, Maybe/Chubs/Locked Away                                     | 11 november 1978  |
| 10  | Tony's Family/Minister and the Stripper, The/Her Own Two Feet                      | 18 november 1978  |
| 11  | Heads or Tails/Little People, The/Mona of the Movies                               | 25 november 1978  |
| 12  | Folks from Home/Captain's Cup, The/Legal Eagle                                     | 2 december 1978   |
| 13  | The Isosceles Triangle/El Kid/Last Hundred Bucks                                   | 9 december 1978   |
| 14  | Double Wedding/Ventriloquists, The/Julie Falls Hard                                | 16 december 1978  |
| 15  | Second Time Around/Now Marriage, The/My Sister, Irene                              | 13 januari 1979   |
| 16  | The Gopher's Oppurtunity/Home Sweet Home/Switch                                    | 20 januari 1979   |
| 17  | Like Father, Like Son/Don't Push Me/Second Chance                                  | 27 januari 1979   |
| 18  | Disco Baby/Alas, Poor Dwyer/After the War/Ticket to Ride/Itsy Bitsy: Part 1        | 3 februari 1979   |
| 19  | Disco Baby/Alas, Poor Dwyer/After the War/Ticket to Ride/Itsy Bitsy: Part 2        | 3 februari 1979   |
| 20  | Dream Ship/Best of Friends/Aftermath                                               | 10 februari 1979  |
| 21  | Good and Faithful Servant, A/Secret Life of Burl Smith/Tug of War/Designated Lover | 17 februari 1979  |
| 22  | Decision, The/Poor Little Rich Girl/Love Me, Love My Dog                           | 24 februari 1979  |
| 23  | A Funny Valentine/Wallflower, The/Home Is Not a Home                               | 3 maart 1979      |
| 24  | Ages of Man/Families/Bo 'n' Sam                                                    | 10 maart 1979     |
| 25  | Sounds of Silence/Cyrano de Bricker/Murder on the High Seas                        | 17 maart 1979     |
| 26  | Super Mom/I'll See You Again/April's Return                                        | 5 mei 1979        |
| 27  | Third Wheel/Grandmother's Day/Second String Mom                                    | 12 mei 1979       |

## Seizoen 3
| Nr. | Titel aflevering                                                                                            | Uitzenddatum VS   |
| --- | --- | ----------------- |
| 1   | The Wedding: Carol and Doug's Story/Peter and Alicia's Story/Julie's Story/Buddy and Portia's Story: Part 1 | 15 september 1979 |
| 2   | The Wedding: Carol and Doug's Story/Peter and Alicia's Story/Julie's Story/Buddy and Portia's Story: Part 2 | 15 september 1979 |
| 3   | The Oldies But Goodies/Grass Is Always Greener, The/Stages of Love                                          | 22 september 1979 |
| 4   | Doc, Be Patient/Dance with Me/Going My Way                                                                  | 29 september 1979 |
| 5   | Audit Couple, The/Scoop, The/My Boyfriend's Back                                                            | 6 oktober 1979    |
| 6   | Gopher's Greatest Hits/Vaction, The/One Rose a Day                                                          | 13 oktober 1979   |
| 7   | Crew Confessions/Haven't I Seen You?/Reunion                                                                | 20 oktober 1979   |
| 8   | Cindy/Play by Play/What's a Brother For?                                                                    | 27 oktober 1979   |
| 9   | Never Say Goodbye/New Woman, A/Trial Romance                                                                | 3 november 1979   |
| 10  | The Critical Success/Love Lamp Is Lit, The/Take My Boy Friend, Please/Rent a Family/Man in Her Life: Part 1 | 10 november 1979  |
| 11  | The Critical Success/Love Lamp Is Lit, The/Take My Boy Friend, Please/Rent a Family/Man in Her Life: Part 2 | 10 november 1979  |
| 12  | Brotherhood of the Sea, The/Letter to Babycakes/Daddy's Pride                                               | 17 november 1979  |
| 13  | Not Now, I'm Dying/Eleanor's Return/Too Young to Love                                                       | 24 november 1979  |
| 14  | Stimulation of Stephanie, The/Next Step, The/Life Begins at 40                                              | 1 december 1979   |
| 15  | The Spider Serenade, The/Next Door Wife/Harder They Fall                                                    | 8 december 1979   |
| 16  | Doc's Ex' Change/Gift, The/Making the Grade                                                                 | 15 december 1979  |
| 17  | April's Love/Happy Ending/We Three                                                                          | 12 januari 1980   |
| 18  | The Kinfolk/Sis and the Slicker/Moonlight and Moonshine/Affair: Part 1                                      | 19 januari 1980   |
| 19  | The Kinfolk/Sis and the Slicker/Moonlight and Moonshine/Affair: Part 2                                      | 19 januari 1980   |
| 20  | Rent a Romeo/Matchmaker, Matchmaker/Y' Gotta Have Heart                                                     | 26 januari 1980   |
| 21  | The Captain's Ne'er-do-well Brother, The/Perfect Match, The/Remake                                          | 2 februari 1980   |
| 22  | Not So Fast, Gopher/Haven't We Met Before?/Foreign Exchange                                                 | 9 februari 1980   |
| 23  | Another Time, Another Place/Doctor Who/Gopher's Engagement                                                  | 1 maart 1980      |
| 24  | Dumb Luck/Tres Amigos/Hey, Jealous Lover                                                                    | 15 maart 1980     |
| 25  | Celebration/Captain Papa/Honeymoon Pressure                                                                 | 29 maart 1980     |
| 26  | The Vicki's First Love/Accident Prone/High Cost of Loving                                                   | 5 april 1980      |
| 27  | Invisible Maniac/September Song/Peekaboo                                                                    | 19 april 1980     |
| 28  | Caller, The/Marriage of Convenience/No Girls for Doc/Witness for the Prosecution                            | 3 mei 1980        |

## Seizoen 4
| Nr. | Titel aflevering                                                                             | Uitzenddatum VS  |
| --- | -------------------------------------------------------------------------------------------- | ---------------- |
| 1   | Friends and Lovers/Sergeant Bull/Miss Mother                                                 | 25 oktober 1980  |
| 2   | Promoter, The/The Judges/The Family Plan/Forever Engaged/May the Best Man Win: Part 1        | 1 november 1980  |
| 3   | Promoter, The/The Judges/The Family Plan/Forever Engaged/May the Best Man Win: Part 2        | 1 november 1980  |
| 4   | Target Gopher/The Major's Wife/Strange Honeymoon/The Oilman Cometh                           | 8 november 1980  |
| 5   | Mallory Quest, The/Two Hours/The Offer/Julie, the Vamp: Part 1                               | 15 november 1980 |
| 6   | Mallory Quest, The/Two Hours/The Offer/Julie, the Vamp: Part 2                               | 15 november 1980 |
| 7   | Secretary to the Stars/Julie's Decision/The Horse Lover/Gopher and Isaac Buy a Horse         | 22 november 1980 |
| 8   | Tell Her She's Great/Matchmaker, Matchmaker Times Two/The Baby Alarm                         | 29 november 1980 |
| 9   | She Stole His Heart/Return of the Captain's Brother/Swag and Mag                             | 6 december 1980  |
| 10  | Captain's Triangle/Boomerang/Out of This World                                               | 13 december 1980 |
| 11  | Captain's Bird, The/That's My Dad/Captive Audience                                           | 20 december 1980 |
| 12  | Frugal Pair, The/Doc's Dismissal/The Girl Next Door                                          | 3 januari 1981   |
| 13  | Isaac's Teacher/Seal of Approval/The Successor                                               | 10 januari 1981  |
| 14  | Trigamist, The/Jealousy/From Here to Maternity                                               | 17 januari 1981  |
| 15  | April the Ninny/The Loan Arranger/First Voyage, Last Voyage                                  | 17 januari 1981  |
| 16  | Gopher's Bride/Workaholic/On Second Thought                                                  | 24 januari 1981  |
| 17  | Lose One, Win One/For the Record/Mind My Wife                                                | 31 januari 1981  |
| 18  | Isaac and the Mermaids/Humpty, Dumpty/Aquaphobic                                             | 7 februari 1981  |
| 19  | Return of the Ninny/Touchdown Twins/Split Personality                                        | 14 februari 1981 |
| 20  | Lady from Sunshine Gardens/Eye of the Beholder/Bugged                                        | 21 februari 1981 |
| 21  | Black Sheep/Hometown Doc/Clothes Make the Girl                                               | 28 februari 1981 |
| 22  | I Love You Too, Smith/Mamma and Me/Sally's Paradise                                          | 7 maart 1981     |
| 23  | Two for Julie/Aunt Hilly/The Duel                                                            | 14 maart 1981    |
| 24  | Vicki and the Gambler/Love with a Skinny Stranger/That Old Gang of Mine                      | 11 april 1981    |
| 25  | Model Marriage, A/This Year's Model/Original Sin/Vogue Rogue/Too Clothes for Comfort: Part 1 | 2 mei 1981       |
| 26  | Model Marriage, A/This Year's Model/Original Sin/Vogue Rogue/Too Clothes for Comfort: Part 2 | 2 mei 1981       |
| 27  | Maid for Each Other/Lost and Found/Then There Were Two                                       | 9 mei 1981       |
| 28  | Tony and Julie/Separate Beds/America's Sweetheart                                            | 16 mei 1981      |

## Seizoen 5
| Nr. | Titel aflevering                                                                                                | Uitzenddatum VS  |
| --- | --- | ---------------- |
| 1   | Expedition, The/Julie's Wedding/The Mongala/Julie's Replacement/The Three R's/The Professor's Wife: Part 1      | 10 oktober 1981  |
| 2   | Expedition, The/Julie's Wedding/The Mongala/Julie's Replacement/The Three R's/The Professor's Wife: Part 2      | 10 oktober 1981  |
| 3   | Two Grapes on the Vine/Aunt Sylvia/Deductible Divorce                                                           | 17 oktober 1981  |
| 4   | Incredible Hunk, The/Isaac, the Marriage Counselor/Jewels & Jim                                                 | 24 oktober 1981  |
| 5   | Country Cousin Blues/Daddy's Little Girl/Jackpot                                                                | 31 oktober 1981  |
| 6   | Chef's Special/Kleinschmidt/New Beginnings                                                                      | 7 november 1981  |
| 7   | Lady from Laramine, The/Vicki Swings/Phantom Bride                                                              | 14 november 1981 |
| 8   | Farnsworth's Fling/Three in a Bed/I Remember Helen/Merrill, Melanie & Melanesia/Gopher Farnsworth Smith: Part 1 | 21 november 1981 |
| 9   | Farnsworth's Fling/Three in a Bed/I Remember Helen/Merrill, Melanie & Melanesia/Gopher Farnsworth Smith: Part 2 | 21 november 1981 |
| 10  | Love, Honor, and Obey/Gladys and Agnes/Radioactive Isaac                                                        | 28 november 1981 |
| 11  | He's My Brother/Zeke and Zelda/Teach Me Tonight                                                                 | 5 december 1981  |
| 12  | Take a Letter, Vicki/The Floating Bridge Game/The Joy of Celibacy                                               | 12 december 1981 |
| 13  | Doc Take the Fifth/Safety Last/A Business Affair                                                                | 2 januari 1982   |
| 14  | Good Neighbors/Captain's Portrait/Familiar Faces                                                                | 9 januari 1982   |
| 15  | I Don't Play Anymore/Gopher's Roomate/Crazy for You                                                             | 23 januari 1982  |
| 16  | Green, But Not Jolly/Past Perfect Love/Instant Family                                                           | 30 januari 1982  |
| 17  | Return of the Captain's Lady/Love Ain't Illegal/The Irresistible Man                                            | 6 februari 1982  |
| 18  | His Girls Friday/A Wife for Wilfred/The Girl Who Stood Still                                                    | 13 februari 1982 |
| 19  | New York, A.C./Live It Up/All's Fair in Love and War                                                            | 20 februari 1982 |
| 20  | Musical, The/My Ex-Mom/The Show Must Go On/The Pest/My Aunt, the Worrier: Part 1                                | 27 februari 1982 |
| 21  | Musical, The/My Ex-Mom/The Show Must Go On/The Pest/My Aunt, the Worrier: Part 2                                | 27 februari 1982 |
| 22  | Pride of the Pacific/The Viking's Son/Separate Vacations/The Experiment/Getting to Know You: Part 1             | 6 maart 1982     |
| 23  | Pride of the Pacific/The Viking's Son/Separate Vacations/The Experiment/Getting to Know You: Part 2             | 6 maart 1982     |
| 24  | Isaac Gets Physical/She Brought Her Mother Along/Cold Feet                                                      | 20 maart 1982    |
| 25  | Burl of My Dreams/Meet the Author/Rhymes, Riddles, and Romance                                                  | 27 maart 1982    |
| 26  | Pal-I-Mony-O-Mine/Does Father Know Best?/An 'A' for Gopher                                                      | 10 april 1982    |
| 27  | April in Boston/Saving Grace/Breaks of Life                                                                     | 1 mei 1982       |
| 28  | A Dress to Remember                                                                                             | 8 mei 1982       |
| 29  | Mother's Don't Do That/Marrying for Money/Substitute Lover                                                      | 15 mei 1982      |

## Seizoen 6
| Nr. | Titel aflevering | Uitzenddatum VS  |
| --- | --- | ---------------- |
| 1   | Venetian Love Song/The Arrangement/Arrividerci, Gopher/The Gigolo: Part 1                                                                                   | 2 oktober 1982   |
| 2   | Venetian Love Song/The Arrangement/Arrividerci, Gopher/The Gigolo: Part 2                                                                                   | 2 oktober 1982   |
| 3   | Bewigged, Bothered and Bewildered/The Anniversary Gift/Honey Bee Mine                                                                                       | 16 oktober 1982  |
| 4   | Same Wavelength, The/Winning Isn't Everything/A Honeymoon for Horace                                                                                        | 23 oktober 1982  |
| 5   | Command Performance/Hyde and Seek/Sketchy Love | 30 oktober 1982  |
| 6   | Audition, The/The Groupies/Doc's Nephew | 6 november 1982  |
| 7   | Spoonmaker Diamond, The/Papa Doc/The Role Model/Julie's Tycoon: Part 1                                                                                      | 13 november 1982 |
| 8   | Spoonmaker Diamond, The/Papa Doc/The Role Model/Julie's Tycoon: Part 2                                                                                      | 13 november 1982 |
| 9   | Best of Friends, The/Too Many Dads/Love Will Find a Way | 20 november 1982 |
| 10  | Victims, The/The Man in the Iron Shorts/Heavens to Betsy | 27 november 1982 |
| 11  | Tomorrow Lady, The/Father, Dear Father/Still Life | 4 december 1982  |
| 12  | My Friend, the Executrix/Programmed for Love/Baby Talk | 11 december 1982 |
| 13  | A Christmas Presence | 18 december 1982 |
| 14  | First Impressions/Love Finds Florence Nightingale/Paroled to Love                                                                                           | 8 januari 1983   |
| 15  | Captain's Replacement, The/Sly as a Fox/Here Comes the Bride...Maybe                                                                                        | 15 januari 1983  |
| 16  | Doc's Big Case/A Booming Romance/The Senior Sinners | 22 januari 1983  |
| 17  | Salvaged Romance/Our Son the Lawyer/Gopher's Daisy | 29 januari 1983  |
| 18  | Captain and the Kid, The/The Dean and the Flunkee/Poor Rich Man/Isaac Aegean Affair: Part 1                                                                 | 5 februari 1983  |
| 19  | Captain and the Kid, The/The Dean and the Flunkee/Poor Rich Man/Isaac Aegean Affair: Part 2                                                                 | 5 februari 1983  |
| 20  | Zinging Valentine/The Very Temporary Secretary/The Final Score                                                                                              | 12 februari 1983 |
| 21  | Captain's Crush, The/Off-Course Romance/Out of My Hair | 19 februari 1983 |
| 22  | I Like to be in America/He Ain't Heavy/Abbey's Maiden Voyage                                                                                                | 26 februari 1983 |
| 23  | Vicki's Dilemma/Discount Romance/Looser & Still Champ | 5 maart 1983     |
| 24  | So Help Me Hannah/The Maid Cleans Up/C.P.R, I.O.U. | 12 maart 1983    |
| 25  | Putting on the Dog/Going to the Dogs/Women's Best Friend/Whose Dog Is It Anyway?                                                                            | 25 maart 1983    |
| 26  | The Professor Has Class/When the Magic Disappears/We, the Jury                                                                                              | 2 april 1983     |
| 27  | Hits and Missus/Return of Annabelle/Just Plain Folks Medicine/Caught in the Act/The Real Thing/Do Not Disturb/Lulu & Kenny (Country Music Jamboree): Part 1 | 30 april 1983    |
| 28  | Hits and Missus/Return of Annabelle/Just Plain Folks Medicine/Caught in the Act/The Real Thing/Do Not Disturb/Lulu & Kenny (Country Music Jamboree): Part 2 | 30 april 1983    |
| 29  | The Fountain of Youth/Bad Luck Cabin/Uncle Daddy | 7 mei 1983       |

## Seizoen 7
| Nr. | Titel aflevering                                                                                               | Uitzenddatum VS  |
| --- | --- | ---------------- |
| 1   | China Cruise: Pledge/East Meets West/Dear Roberta/My Two Dumplings, The: Part 1                                | 1 oktober 1983   |
| 2   | China Criuse: Pledge/East Meets West/Dear Roberta/My Two Dumplings, The: Part 2                                | 1 oktober 1983   |
| 3   | Bricker's Boy/Lotions of Love/The Hustlers                                                                     | 8 oktober 1983   |
| 4   | Prisoner of Love/Youth Takes a Holiday/Don't Leave Home Without It                                             | 15 oktober 1983  |
| 5   | Rhino of the Year/One Last Time/For Love or Money                                                              | 22 oktober 1983  |
| 6   | Friend of the Family/Affair on Demand/Just Another Pretty Face                                                 | 29 oktober 1983  |
| 7   | Japan Cruise: When Worlds Collide/The Captain and the Geisha/The Lottery Winners/The Emperor's Fortune: Part 1 | 5 november 1983  |
| 8   | Japan Cruise: When Worlds Collide/The Captain and the Geisha/The Lottery Winners/The Emperor's Fortune: Part 2 | 5 november 1983  |
| 9   | Long Time No See/The Bear Essence/Kisses and Makeup                                                            | 12 november 1983 |
| 10  | Julie and the Bachelor/Intensive Care/Set Up for Romance                                                       | 19 november 1983 |
| 11  | The Misunderstanding/Love Below Decks/The End Is Near                                                          | 10 december 1983 |
| 12  | Dee Dee's Dilemma/Julie's Blind Date/The Prize Winner                                                          | 10 december 1983 |
| 13  | For Better or Worse/Buck Stops Here, The/Bet on It                                                             | 14 januari 1984  |
| 14  | No More Alimony/How Do I Love Thee/Authoress Authoress                                                         | 7 januari 1984   |
| 17  | Aunt Emma I Love You/First Romance/Hoopla                                                                      | 21 januari 1984  |
| 18  | Ace in the Hole/Uncle Joey's Song/Father in the Cradle                                                         | 28 januari 1984  |
| 19  | Polly's Poker Palace/Shop Ahoy/Double Date/The Hong Kong Affair/Two Tails of a City: Part 1                    | 4 februari 1984  |
| 20  | Polly's Poker Palace/Shop Ahoy/Double Date/The Hong Kong Affair/Two Tales of a City: Part 2                    | 4 februari 1984  |
| 21  | Ace's Valet/Mother Comes First/Hit or Miss America                                                             | 25 februari 1984 |
| 22  | Love Is Blind/Baby Makers/Lady and the Maid                                                                    | 3 maart 1984     |
| 23  | Side by Side/Rub Me Tender/Fish Out of Water                                                                   | 10 maart 1984    |
| 24  | Rose Is Not a Rose, A/Novelties/Too Rich and Too Thin                                                          | 17 maart 1984    |
| 27  | Best Ex-Friends/All the Congressman's Women/Three Faces of Love                                                | 12 mei 1984      |

## Seizoen 8
| Nr. | Titel aflevering                                                                                           | Uitzenddatum VS   |
| --- | --- | ----------------- |
| 1   | The Crew's Cruise Director/What a Drag/Doc's Slump (Alaska Cruise)                                         | 22 september 1984 |
| 2   | Vicki and the Fugitive/Lady in the Window/Stolen Years/Dutch Treat: Part 1                                 | 29 september 1984 |
| 3   | Vicki and the Fugitive/Lady in the Window/Stolen Years/Dutch Treat: Part 2                                 | 29 september 1984 |
| 4   | Ace Meets the Champ/Why Justin Can't Read/Call Me a Doctor                                                 | 6 oktober 1984    |
| 5   | Only the Good Die Young/The Light of Another Day/Honey Beats the Odds                                      | 13 oktober 1984   |
| 6   | Soap Gets in Your Eyes/A Match Made in Heaven/Tugs of the Heart                                            | 20 oktober 1984   |
| 7   | And One to Grow On/Seems Like Old Times/I'll Never Forget What's Her Name                                  | 27 oktober 1984   |
| 8   | Aerobic April/The Wager/Story of the Century                                                               | 3 november 1984   |
| 9   | The Last Heist/Starting Over/Watching the Master                                                           | 10 november 1984  |
| 11  | My Mother, My Chaperone/Present, The/Death and Life of Sir Alfred Demerest, The/Welcome Aboard: Part 1     | 24 november 1984  |
| 12  | My Mother, My Chaperone/Present, The/Death and Life of Sir Alfred Demerest, The/Welcome Aboard: Part 2     | 24 november 1984  |
| 13  | Paying the Piper/Baby Sister/Help Wanted                                                                   | 1 december 1984   |
| 14  | Country Blues/A Matter of Taste/Frat Brothers Forever                                                      | 8 december 1984   |
| 15  | Santa, Santa, Santa/Another Dog Gone Christmas/Noel's Christmas Carol                                      | 15 december 1984  |
| 16  | Instinct/Unmade for Each Other/BOS                                                                         | 5 januari 1985    |
| 17  | Ace Takes the Test/The Counterfeit Couple/The Odd Triple                                                   | 12 januari 1985   |
| 18  | Love on the Line/Don't Call Me Gopher/Her Honor, the Mayor                                                 | 26 januari 1985   |
| 19  | Girl of the Midnight Sun/There'll Be Some Changes Made/Too Many Isaacs/Mr. Smith Goes to Stockholm: Part 1 | 2 februari 1985   |
| 20  | Girl of the Midnight Sun/There'll Be Some Changes Made/Too Many Isaacs/Mr. Smith Goes to Stockholm: Part 2 | 2 februari 1985   |
| 21  | The Ace Takes a Holiday/Runaway, The/Courier                                                               | 9 februari 1985   |
| 22  | Getting Started/Daughter's Dilemma/The Captain Wears Pantyhose                                             | 16 februari 1985  |
| 23  | Vicki's Gentleman Caller/Partners to the End/The Perfect Arrangment                                        | 23 februari 1985  |
| 24  | Judy Hits a Low Note/Love Times Two/The Problem with Papa                                                  | 23 maart 1985     |
| 25  | Charmed, I'm Sure/Ashes to Ashes/No Dad of Mine                                                            | 30 maart 1985     |
| 26  | Call Me Grandma/A Gentleman of Discretion/The Perfect Divorce/Letting Go: Part 1                           | 4 mei 1985        |
| 27  | Call Me Grandma/A Gentleman of Discretion/The Perfect Divorce/Letting Go: Part 2                           | 4 mei 1985        |

## Seizoen 9
| Nr. | Titel aflevering                                                                    | Uitzenddatum VS   |
| --- | ----------------------------------------------------------------------------------- | ----------------- |
| 1   | A Day in Port                                                                       | 28 september 1985 |
| 2   | Your Money or Your Wife/Joint Custody/The Temptations                               | 5 oktober 1985    |
| 3   | Hidden Treasure/Picture from the Past/Ace's Salary                                  | 13 april 1985     |
| 4   | German Cruise: The Villa/The Racer's Edge/Love or Money/The Accident: Part 1        | 2 november 1985   |
| 5   | German Crusie: The Villa/The Racer's Edge/Love or Money/The Accident: Part 2        | 2 november 1985   |
| 6   | Forties Fantasy                                                                     | 16 november 1985  |
| 7   | Good Time Girls                                                                     | 23 november 1985  |
| 8   | Trouble in Paradise/No More Mister Nice Guy/The Mermaid and the Cop                 | 30 november 1985  |
| 9   | Roomates/Heartbreaker/Out of Blue                                                   | 7 december 1985   |
| 10  | Father of the Bride/The Best Man/Members of the Wedding                             | 11 januari 1986   |
| 11  | Dare Devil/Picture Me as a Spy/Sleeper                                              | 18 januari 1986   |
| 14  | Egyptian Cruise: Part 1                                                             | 8 februari 1986   |
| 15  | Egyptian Cruise: Part 2                                                             | 8 februari 1986   |
| 17  | The Second Time Around/Hello, Spencer/Runaway, Go Home                              | 22 februari 1986  |
| 18  | The Art Lover/Couples/Made for Each Other                                           | 1 maart 1986      |
| 19  | Second Banana/The Prodigy/What Goes Around                                          | 8 maart 1986      |
| 20  | Gothic Romance/Whatever Happened to Jumpin Jack Flash                               | 15 maart 1986     |
| 21  | The Will/Deja Vu/The Prediction                                                     | 22 maart 1986     |
| 22  | Matadors, The/Mrs. Jameson Comes Out/Love's Labors Found/Marry Me, Marry Me: Part 1 | 3 mei 1986        |
| 23  | Matadors, The/Mrs. Jameson Comes Out/Love's Labors Found/Marry Me, Marry Me: Part 2 | 3 mei 1986        |
| 24  | My Stepmother, Myself/Almost Roommates/Cornerback Sneak                             | 17 mei 1986       |
| 25  | Happily Ever After/Have I Got a Job for You/Mr. Smith Goes to Minikulu              | 24 mei 1986       |

## Seizoen 10
| Nr. | Titel aflevering             | Uitzenddatum VS  |
| --- | ---------------------------- | ---------------- |
| 1   | The Shipshape Cruise         | 21 november 1986 |
| 2   | The Christmas Cruise: Part 1 | 25 december 1986 |
| 3   | The Christmas Cruise: Part 2 | 25 december 1986 |
| 4   | Who Killed Maxwell Thorn?    | 27 februari 1987 |